# Joana Treptow
Joana Figueira Treptow, más conocida como Joana Treptow (Oporto, 1 de diciembre de 1993), es una periodista luso-brasileña. Actualmente trabaja como presentadora de Jornal da Band, en Rede Bandeirantes, y Tarde BandNews, en BandNews TV. Es graduada en Periodismo por las Faculdades Integradas Hélio Alonso (FACHA), con posgrado en Sociología por la Universidad Municipal de São Caetano do Sul.

## Biografía y carrera
Nacida en Portugal, hija de Bruno Marcus Treptow, brasileño con raíces alemanas, y Ana Sofia Van Der Heijden Fernandes Figueira, portuguesa de origen holandés. Su familia decidió instalarse en Brasil cuando Joana tenía quince años, viviendo en Niterói durante los siguientes ocho años. Estudió Periodismo en la FACHA en 2011 y en 2013 se inició en el campo como pasante en Agência EFE. En 2014, fue pasante en GloboNews. En 2015, comenzó su carrera en el Grupo Bandeirantes de Comunicação como pasante en TV Bandeirantes en Río de Janeiro, donde en 2016 fue contratada como reportera. Al año siguiente, se unió al equipo de profesionales de la sede de TV Bandeirantes, en São Paulo. Fue en el reportaje de São Paulo que ganó destaque en coberturas como la huelga de camioneros, la detención del expresidente Lula y la tragedia de Largo do Paissandú. En julio de 2018, asumió la banca de Café com Jornal junto a Luiz Megale.
Con el debut de la nueva grilla en agosto de 2019, enfocada al periodismo y la interacción y con el estreno de un nuevo informativo diario el 5 de agosto de 2019, en formato boletín, se hace cargo de la edición y presentación de #Informei. En enero de 2020, para ser la chica del clima en Jornal da Band, se despidió de Café com Jornal, donde fue reemplazada por Michelle Trombelli.